# Adrien Arcand

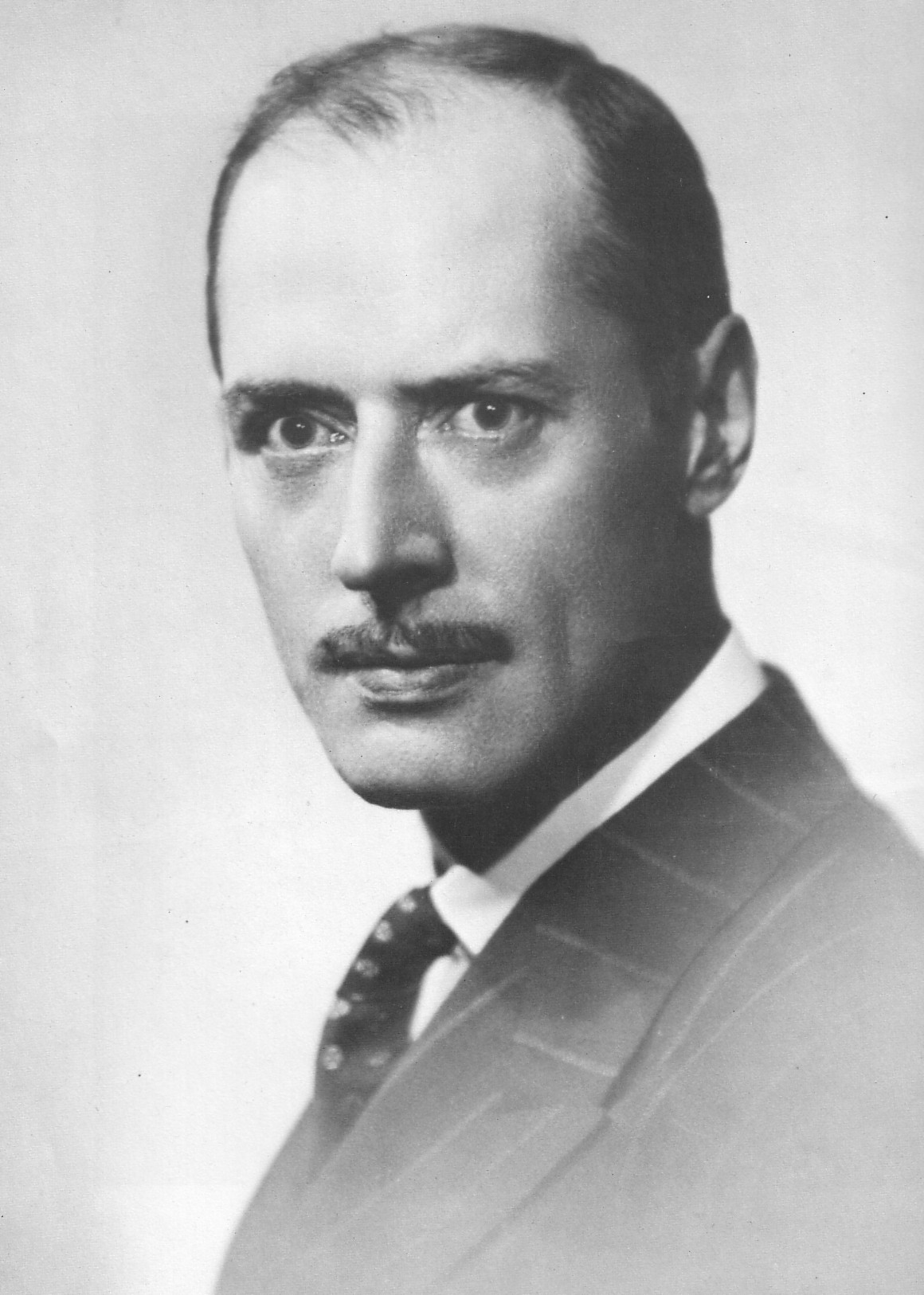
Adrien Arcand.

Adrien Arcand (3 de outubro de 1899 - 1 de agosto de 1967) foi um jornalista e ativista político canadense de inspiração fascista e nacionalista canadense. Em sua carreira política se proclamou como o "führer canadense".

## Biografia
Arcand foi o responsável por uma série de publicações canadenses de caráter antissemita como Le Goglu, Le Miroir, Le Chameau, Le Patriote, Le Fasciste Canadien e Le Combat National. Ainda na política, ele fundou o Partido Social Cristão Nacionalista, no ano de 1934, todavia, as ações desse partido acabaram por não serem as mais vultosas, tanto que apenas quatro anos depois de sua fundação, o partido acabou por se fundir com outras agremiações partidárias.
Adrien era contrário ao separatismo do Quebec, região de cultura predominantemente francesa. Ele queria instaurar na Commonwealth (Comunidade britânica de nações) um regime de inspiração fascista no que tange a organização estatal (Estado corporativo).